# Copa Chile 2013-14
La Copa Chile 2013-14, (oficialmente la Copa Chile MTS 2013-14 por razones de patrocinio) fue la 34º versión del clásico torneo de copa, entre clubes de Chile y en el cual participaron 32 equipos de distintas categorías como:
- Primera División (18)
- Primera B (14)

Como medida excepcional, durante la temporada 2013-14 los equipos de Segunda División y Tercera División no participarán de la competencia por motivos logísticos.
El ganador de esta edición fue Deportes Iquique, quien obtuvo el título de Campeón tras derrotar 3-1 a Huachipato en la final jugada en el Estadio Monumental de Colo-Colo (quien quedó eliminado en Octavos ante San Luis de Quillota), además de tener el derecho a participar en la Copa Sudamericana 2014, en calidad de Chile 1 y jugar la Supercopa de Chile 2014, contra O'Higgins de Rancagua campeón con mejor puntaje de la temporada 2013-14

## Antecedentes
La Copa Chile es un torneo oficial de fútbol por fase de grupos y fase final que se disputa anualmente entre clubes chilenos. Es organizada por la Asociación Nacional de Fútbol Profesional (ANFP), perteneciente a la Federación de Fútbol de Chile. El campeón de la competencia obtiene un cupo para la Copa Sudamericana del mismo año. Además, obtiene un cupo para la Supercopa de Chile.
El torneo estuvo interrumpido desde 2000 hasta 2008, año en que se reestructuró por completo, pasando de un formato de grupos a un formato de playoffs y abriendo la participación a equipos de Primera B, Tercera División y Tercera B, sumándose a los equipos de Primera División. Gran parte del torneo es jugado en paralelo a estos campeonatos. También contó con la participación de equipos invitados, provenientes de torneos regionales de la ANFA.
El actual campeón del torneo es Deportes Iquique. El club con más títulos es Colo-Colo, que ha alzado la copa en diez oportunidades.
Esta edición (2013-2014) se inicia en julio de 2013, para terminar en enero del 2014.

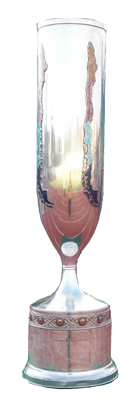
Trofeo Copa Chile

## Equipos participantes

### Primera División (18 clubes)
| Equipo                                                                           | Ciudad        | Estadio                       | Capacidad | Resultado Copa Chile 2012          |
| -------------------------------------------------------------------------------- | ------------- | ----------------------------- | --------- | ---------------------------------- |
| Audax Italiano                                                                   | La Florida    | Bicentenario de La Florida    | 12.000    | Fase de grupos (4º puesto Grupo 4) |
| Cobreloa                                                                         | Calama        | Luis Becerra Constanzo        | 4.000     | Semifinales                        |
| Cobresal                                                                         | El Salvador   | El Cobre de El Salvador       | 20.752    | Fase de grupos (4º puesto Grupo 7) |
| Colo-Colo                                                                        | Macul         | Monumental                    | 47.017    | Octavos de final                   |
| Archivo:600px 600px bisection vertical White HEX-0033CC.svg Deportes Antofagasta | Antofagasta   | Calvo y Bascuñán              | 21.178    | Fase de grupos (3º puesto Grupo 8) |
| Deportes Iquique                                                                 | Iquique       | Tierra de Campeones           | 14.000    | Fase de grupos (4º puesto Grupo 8) |
| Everton                                                                          | Viña del Mar  | Bicentenario Lucio Fariña     | 7.680     | Primera Fase                       |
| Huachipato                                                                       | Talcahuano    | CAP                           | 10.500    | Octavos de final                   |
| Ñublense                                                                         | Chillán       | Bicentenario Nelson Oyarzún   | 12.000    | Fase de grupos (3º puesto Grupo 2) |
| O'Higgins                                                                        | Rancagua      | El Teniente                   | 47.017    | Cuartos de final                   |
| Palestino                                                                        | La Cisterna   | Municipal                     | 6.000     | Octavos de final                   |
| Rangers                                                                          | Talca         | Fiscal de Talca               | 8000      | Cuartos de final                   |
| Santiago Wanderers                                                               | Valparaíso    | Bicentenario Lucio Fariña     | 7.680     | Fase de grupos (4º puesto Grupo 6) |
| Unión Española                                                                   | Independencia | Santa Laura-Universidad SEK   | 22.000    | Semifinales                        |
| Unión La Calera                                                                  | La Calera     | Bicentenario Lucio Fariña     | 7.680     | Fase de grupos (3º puesto Grupo 6) |
| Universidad Católica                                                             | Las Condes    | San Carlos de Apoquindo       | 20.000    | Subcampeón                         |
| Universidad de Chile                                                             | Ñuñoa         | Nacional Julio Martínez       | 48.700    | Campeón                            |
| Universidad de Concepción                                                        | Concepción    | Alcaldesa Ester Roa Rebolledo | 29.000    | Octavos de final                   |

### Primera B (14 clubes)
| Equipo              | Ciudad       | Estadio                    | Capacidad | Resultado Copa Chile 2012          |
| ------------------- | ------------ | -------------------------- | --------- | ---------------------------------- |
| Barnechea           | Lo Barnechea | Municipal de Lo Barnechea  | 5.000     | Fase de grupos (3º puesto Grupo 5) |
| Coquimbo Unido      | Coquimbo     | Francisco Sánchez Rumoroso | 18.750    | Cuartos de final                   |
| Curicó Unido        | Curicó       | La Granja                  | 8000      | Primera Fase                       |
| Deportes Concepción | Concepción   | Collao                     | 35.000    | Fase de grupos (4º puesto Grupo 2) |
| Deportes Copiapó    | Copiapó      | Luis Valenzuela Hermosilla | 8000      | Primera Fase                       |
| Deportes La Serena  | La Serena    | La Portada                 | 12.500    | Fase de grupos (3º puesto Grupo 7) |
| Deportes Temuco     | Temuco       | Germán Becker              | 18.500    | Primera Fase                       |
| Lota Schwager       | Coronel      | Federico Schwager          | 5.700     | Octavos de final                   |
| Magallanes          | Maipú        | Santiago Bueras            | 8000      | Fase de grupos (3º puesto Grupo 4) |
| Naval               | Talcahuano   | Ramón Unzaga               | 7.000     | Primera Fase                       |
| San Luis            | Quillota     | Lucio Fariña               | 7.500     | Primera Fase                       |
| San Marcos de Arica | Arica        | Carlos Dittborn            | 14.373    | Octavos de final                   |
| Santiago Morning    | Santiago     | Municipal La Pintana       | 6.000     | Octavos de final                   |
| Unión San Felipe    | San Felipe   | Municipal de San Felipe    | 10.000    | Fase de grupos (4º puesto Grupo 5) |

## Equipos porregión
| Región             | N.º | Equipos |
| ------------------ | --- | --- |
| Metropolitana      | 9   | Audax Italiano, Barnechea, Colo-Colo, Magallanes, Palestino, Santiago Morning, Unión Española, Universidad Católica y Universidad de Chile |
| Biobío             | 6   | Deportes Concepción, Huachipato, Lota Schwager, Naval, Ñublense y Universidad de Concepción                                                |
| Valparaíso         | 5   | Everton, San Luis, Santiago Wanderers, Unión La Calera y Unión San Felipe                                                                  |
| Antofagasta        | 2   | Cobreloa y Deportes Antofagasta |
| Atacama            | 2   | Cobresal y Deportes Copiapó |
| Coquimbo           | 2   | Coquimbo Unido y Deportes La Serena |
| Maule              | 2   | Curicó Unido y Rangers |
| O'Higgins          | 1   | O'Higgins |
| La Araucanía       | 1   | Deportes Temuco |
| Tarapacá           | 1   | Deportes Iquique |
| Arica y Parinacota | 1   | San Marcos de Arica |

## Sistema de Campeonato
Por motivos de calendarización y pretemporada, la Copa Chile 2013-2014 solo ha tenido a los 18 equipos de la Primera División y los 14 equipos de Primera B. Los 32 equipos conformaron ocho grupos de cuatro elencos en la primera ronda.

## Fase de grupos
La fase de grupos de disputará en su totalidad durante el mes de julio, siendo las fechas definidas para las seis jornadas los días 3, 7, 14, 17, 21 y 24 de dicho mes. El día 10 habrá un receso, fecha en que se disputará la primera edición de la Supercopa de Chile.

### Grupo 1
| Equipo               | Pts | PJ | PG | PE | PP | GF | GC | Dif |
| -------------------- | --- | -- | -- | -- | -- | -- | -- | --- |
| Deportes Concepción  | 10  | 6  | 2  | 4  | 0  | 10 | 6  | +4  |
| Deportes Temuco      | 10  | 6  | 3  | 1  | 2  | 8  | 6  | +2  |
| Ñublense             | 6   | 6  | 1  | 3  | 2  | 11 | 14 | -3  |
| Universidad de Chile | 5   | 6  | 1  | 2  | 3  | 8  | 11 | -3  |

| Fecha       | Estadio        | Local                | Resultado                                                                                               | Visitante            |
| ----------- | -------------- | -------------------- | --- | -------------------- |
| 3 de julio  | Nelson Oyarzún | Ñublense             | 1 - 3                                                                                                   | Deportes Temuco      |
| 4 de julio  | Ester Roa      | Deportes Concepción  | 2 - 1 (enlace roto disponible en Internet Archive; véase el historial, la primera versión y la última). | Universidad de Chile |
| 7 de julio  | Nelson Oyarzún | Ñublense             | 4 - 2 (enlace roto disponible en Internet Archive; véase el historial, la primera versión y la última). | Universidad de Chile |
| 7 de julio  | Germán Becker  | Deportes Temuco      | 0 - 0 (enlace roto disponible en Internet Archive; véase el historial, la primera versión y la última). | Deportes Concepción  |
| 14 de julio | Ester Roa      | Deportes Concepción  | 2 - 2 (enlace roto disponible en Internet Archive; véase el historial, la primera versión y la última). | Ñublense             |
| 14 de julio | Santa Laura    | Universidad de Chile | 0 - 1 (enlace roto disponible en Internet Archive; véase el historial, la primera versión y la última). | Deportes Temuco      |
| 17 de julio | Germán Becker  | Deportes Temuco      | 4 - 1 (enlace roto disponible en Internet Archive; véase el historial, la primera versión y la última). | Ñublense             |
| 18 de julio | Santa Laura    | Universidad de Chile | 2 - 2 (enlace roto disponible en Internet Archive; véase el historial, la primera versión y la última). | Deportes Concepción  |
| 21 de julio | Germán Becker  | Deportes Temuco      | 0 - 1 (enlace roto disponible en Internet Archive; véase el historial, la primera versión y la última). | Universidad de Chile |
| 21 de julio | Nelson Oyarzún | Ñublense             | 1 - 1 (enlace roto disponible en Internet Archive; véase el historial, la primera versión y la última). | Deportes Concepción  |
| 24 de julio | Santa Laura    | Universidad de Chile | 2 - 2 (enlace roto disponible en Internet Archive; véase el historial, la primera versión y la última). | Ñublense             |
| 24 de julio | Ester Roa      | Deportes Concepción  | 3 - 0 (enlace roto disponible en Internet Archive; véase el historial, la primera versión y la última). | Deportes Temuco      |

### Grupo 2
| Equipo                    | Pts | PJ | PG | PE | PP | GF | GC | Dif |
| ------------------------- | --- | -- | -- | -- | -- | -- | -- | --- |
| Universidad de Concepción | 10  | 6  | 2  | 4  | 0  | 7  | 3  | +4  |
| Huachipato                | 10  | 6  | 2  | 4  | 0  | 5  | 3  | +2  |
| Lota Schwager             | 5   | 6  | 0  | 5  | 1  | 4  | 5  | -1  |
| Naval                     | 2   | 6  | 0  | 3  | 3  | 4  | 9  | -5  |

| Fecha       | Estadio           | Local                     | Resultado                                                                                               | Visitante                 |
| ----------- | ----------------- | ------------------------- | --- | ------------------------- |
| 3 de julio  | Federico Schwager | Lota Schwager             | 0 - 1                                                                                                   | Universidad de Concepción |
| 3 de julio  | CAP               | Huachipato                | 1 - 0                                                                                                   | Naval                     |
| 6 de julio  | El Morro          | Naval                     | 1 - 1 (enlace roto disponible en Internet Archive; véase el historial, la primera versión y la última). | Lota Schwager             |
| 7 de julio  | Ester Roa         | Universidad de Concepción | 1 - 1 (enlace roto disponible en Internet Archive; véase el historial, la primera versión y la última). | Huachipato                |
| 13 de julio | Federico Schwager | Lota Schwager             | 2 - 2 (enlace roto disponible en Internet Archive; véase el historial, la primera versión y la última). | Naval                     |
| 13 de julio | CAP               | Huachipato                | 1 - 1 (enlace roto disponible en Internet Archive; véase el historial, la primera versión y la última). | Universidad de Concepción |
| 16 de julio | Ester Roa         | Universidad de Concepción | 3 - 0 (enlace roto disponible en Internet Archive; véase el historial, la primera versión y la última). | Naval                     |
| 16 de julio | CAP               | Huachipato                | 0 - 0 (enlace roto disponible en Internet Archive; véase el historial, la primera versión y la última). | Lota Schwager             |
| 20 de julio | Ester Roa         | Universidad de Concepción | 0 - 0 (enlace roto disponible en Internet Archive; véase el historial, la primera versión y la última). | Lota Schwager             |
| 21 de julio | Ester Roa         | Naval                     | 0 - 1                                                                                                   | Huachipato                |
| 24 de julio | Federico Schwager | Lota Schwager             | 1 - 1                                                                                                   | Huachipato                |
| 24 de julio | El Morro          | Naval                     | 1 - 1                                                                                                   | Universidad de Concepción |

### Grupo 3
| Equipo         | Pts | PJ | PG | PE | PP | GF | GC | Dif |
| -------------- | --- | -- | -- | -- | -- | -- | -- | --- |
| O'Higgins      | 12  | 6  | 4  | 0  | 2  | 10 | 5  | +5  |
| Curicó Unido   | 8   | 6  | 2  | 2  | 2  | 6  | 6  | 0   |
| Audax Italiano | 8   | 6  | 2  | 2  | 2  | 8  | 9  | -1  |
| Magallanes     | 5   | 6  | 1  | 2  | 3  | 6  | 10 | -4  |

| Fecha       | Estadio                   | Local          | Resultado                                                                                               | Visitante      |
| ----------- | ------------------------- | -------------- | --- | -------------- |
| 4 de julio  | Santiago Bueras           | Magallanes     | 1 - 2                                                                                                   | O'Higgins      |
| 7 de julio  | La Granja                 | Curicó Unido   | 2 - 3 (enlace roto disponible en Internet Archive; véase el historial, la primera versión y la última). | O'Higgins      |
| 7 de julio  | Municipal de La Florida   | Audax Italiano | 2 - 2                                                                                                   | Magallanes     |
| 10 de julio | Municipal de La Florida   | Audax Italiano | 1 - 1                                                                                                   | Curicó Unido   |
| 13 de julio | Municipal de La Florida   | Audax Italiano | 0 - 4                                                                                                   | O'Higgins      |
| 13 de julio | La Granja                 | Curicó Unido   | 1 - 0                                                                                                   | Magallanes     |
| 16 de julio | Santiago Bueras           | Magallanes     | 1 - 1                                                                                                   | Curicó Unido   |
| 16 de julio | La Granja                 | O'Higgins      | 0 - 1 (enlace roto disponible en Internet Archive; véase el historial, la primera versión y la última). | Audax Italiano |
| 20 de julio | La Granja                 | O'Higgins      | 1 - 0 (enlace roto disponible en Internet Archive; véase el historial, la primera versión y la última). | Curicó Unido   |
| 21 de julio | Santiago Bueras           | Magallanes     | 1 - 4                                                                                                   | Audax Italiano |
| 23 de julio | Municipal de San Fernando | O'Higgins      | 0 - 1                                                                                                   | Magallanes     |
| 25 de julio | La Granja                 | Curicó Unido   | 1 - 0                                                                                                   | Audax Italiano |

### Grupo 4
| Equipo               | Pts | PJ | PG | PE | PP | GF | GC | Dif |
| -------------------- | --- | -- | -- | -- | -- | -- | -- | --- |
| Universidad Católica | 14  | 6  | 4  | 2  | 0  | 12 | 5  | +7  |
| Palestino            | 10  | 6  | 3  | 1  | 2  | 10 | 8  | +2  |
| Unión Española       | 5   | 6  | 1  | 2  | 3  | 11 | 13 | -2  |
| Barnechea            | 4   | 6  | 1  | 1  | 4  | 6  | 13 | -7  |

| Fecha        | Estadio                  | Local                | Resultado | Visitante            |
| ------------ | ------------------------ | -------------------- | --------- | -------------------- |
| 3 de julio   | La Cisterna              | Palestino            | 2 - 0     | Barnechea            |
| 3 de julio   | San Carlos de Apoquindo  | Universidad Católica | 2 - 1     | Unión Española       |
| 6 de julio   | Nacional                 | Palestino            | 1 - 2     | Universidad Católica |
| 6 de julio   | Nacional                 | Barnechea            | 1 - 1     | Unión Española       |
| 13 de julio  | La Cisterna              | Palestino            | 5 - 2     | Unión Española       |
| 14 de julio  | San Carlos de Apoquindo  | Barnechea            | 1 - 2     | Universidad Católica |
| 17 de julio  | Santiago Bueras de Maipú | Barnechea            | 1 - 2     | Palestino            |
| 17 de julio  | Santa Laura              | Unión Española       | 2 - 2     | Universidad Católica |
| 20 de julio  | Santa Laura              | Unión Española       | 2 - 3     | Barnechea            |
| 23 de julio  | San Carlos de Apoquindo  | Universidad Católica | 4 -0      | Barnechea            |
| 23 de julio  | Santa Laura              | Unión Española       | 3 - 0     | Palestino            |
| 15 de agosto | San Carlos de Apoquindo  | Universidad Católica | 0 - 0     | Palestino            |

### Grupo 5
| Equipo           | Pts | PJ | PG | PE | PP | GF | GC | Dif |
| ---------------- | --- | -- | -- | -- | -- | -- | -- | --- |
| Colo-Colo        | 13  | 6  | 4  | 1  | 1  | 12 | 5  | +7  |
| Unión San Felipe | 12  | 6  | 3  | 3  | 0  | 12 | 8  | +4  |
| Santiago Morning | 4   | 6  | 1  | 1  | 4  | 3  | 8  | -5  |
| Rangers          | 3   | 6  | 0  | 3  | 3  | 2  | 8  | -6  |

| Fecha       | Estadio                 | Local            | Resultado                                                                                               | Visitante        |
| ----------- | ----------------------- | ---------------- | --- | ---------------- |
| 2 de julio  | Monumental              | Colo-Colo        | 2 - 3                                                                                                   | Unión San Felipe |
| 3 de julio  | Santiago Bueras         | Santiago Morning | 1 - 0 Archivado el 17 de abril de 2014 en Wayback Machine.                                              | Rangers          |
| 7 de julio  | Regional de Los Andes   | Unión San Felipe | 2 - 1                                                                                                   | Santiago Morning |
| 7 de julio  | Fiscal de Talca         | Rangers          | 0 - 3                                                                                                   | Colo-Colo        |
| 13 de julio | Regional de Los Andes   | Unión San Felipe | 1 - 1                                                                                                   | Rangers          |
| 13 de julio | Monumental              | Santiago Morning | 0 - 2 Archivado el 17 de abril de 2014 en Wayback Machine.                                              | Colo-Colo        |
| 16 de julio | Monumental              | Colo-Colo        | 2 - 0                                                                                                   | Rangers          |
| 17 de julio | Santiago Bueras         | Santiago Morning | 1 - 3                                                                                                   | Unión San Felipe |
| 21 de julio | Municipal de San Felipe | Unión San Felipe | 2 - 2                                                                                                   | Colo-Colo        |
| 21 de julio | Fiscal de Talca         | Rangers          | 1 - 1                                                                                                   | Santiago Morning |
| 24 de julio | Fiscal de Talca         | Rangers          | 1 - 1 (enlace roto disponible en Internet Archive; véase el historial, la primera versión y la última). | Unión San Felipe |
| 25 de julio | Monumental              | Colo-Colo        | 1 - 0                                                                                                   | Santiago Morning |

### Grupo 6
| Equipo             | Pts | PJ | PG | PE | PP | GF | GC | Dif |
| ------------------ | --- | -- | -- | -- | -- | -- | -- | --- |
| Everton            | 12  | 6  | 4  | 0  | 2  | 7  | 4  | +3  |
| San Luis           | 11  | 6  | 3  | 2  | 1  | 7  | 5  | +2  |
| Santiago Wanderers | 10  | 6  | 3  | 1  | 2  | 12 | 8  | +4  |
| Unión La Calera    | 1   | 6  | 0  | 1  | 5  | 3  | 12 | -9  |

| Fecha       | Estadio                | Local              | Resultado                                                                                               | Visitante          |
| ----------- | ---------------------- | ------------------ | --- | ------------------ |
| 3 de julio  | Lucio Fariña Fernández | Santiago Wanderers | 1 - 1                                                                                                   | San Luis           |
| 4 de julio  | Lucio Fariña Fernández | Everton            | 2 - 0                                                                                                   | Unión La Calera    |
| 6 de julio  | Lucio Fariña Fernández | San Luis           | 1 - 3 (enlace roto disponible en Internet Archive; véase el historial, la primera versión y la última). | Santiago Wanderers |
| 7 de julio  | Lucio Fariña Fernández | Unión La Calera    | 0 - 1                                                                                                   | Everton            |
| 13 de julio | Lucio Fariña Fernández | Santiago Wanderers | 1 - 2                                                                                                   | Everton            |
| 14 de julio | Lucio Fariña Fernández | San Luis           | 1 - 1                                                                                                   | Unión La Calera    |
| 16 de julio | Lucio Fariña Fernández | Everton            | 2 - 0 (enlace roto disponible en Internet Archive; véase el historial, la primera versión y la última). | Santiago Wanderers |
| 17 de julio | Lucio Fariña Fernández | Unión La Calera    | 0 - 1                                                                                                   | San Luis           |
| 20 de julio | Lucio Fariña Fernández | San Luis           | 2 - 0                                                                                                   | Everton            |
| 21 de julio | Lucio Fariña Fernández | Unión La Calera    | 1 - 4 (enlace roto disponible en Internet Archive; véase el historial, la primera versión y la última). | Santiago Wanderers |
| 23 de julio | Lucio Fariña Fernández | Everton            | 0 - 1                                                                                                   | San Luis           |
| 24 de julio | Lucio Fariña Fernández | Santiago Wanderers | 3 - 1 (enlace roto disponible en Internet Archive; véase el historial, la primera versión y la última). | Unión La Calera    |

### Grupo 7
| Equipo             | Pts | PJ | PG | PE | PP | GF | GC | Dif |
| ------------------ | --- | -- | -- | -- | -- | -- | -- | --- |
| Coquimbo Unido     | 11  | 6  | 3  | 2  | 1  | 6  | 2  | +4  |
| Cobresal           | 9   | 6  | 2  | 3  | 1  | 8  | 5  | +3  |
| Deportes Copiapó   | 6   | 6  | 1  | 3  | 2  | 5  | 9  | -4  |
| Deportes La Serena | 5   | 6  | 1  | 2  | 3  | 5  | 8  | -3  |

| Fecha       | Estadio                    | Local              | Resultado                                                                                               | Visitante          |
| ----------- | -------------------------- | ------------------ | --- | ------------------ |
| 25 de junio | Francisco Sánchez Rumoroso | Deportes La Serena | 0 - 2                                                                                                   | Coquimbo Unido     |
| 28 de junio | Francisco Sánchez Rumoroso | Coquimbo Unido     | 0 - 2                                                                                                   | Deportes La Serena |
| 3 de julio  | Luis Valenzuela Hermosilla | Deportes Copiapó   | 1 - 1                                                                                                   | Cobresal           |
| 6 de julio  | El Cobre                   | Cobresal           | 4 - 1 (enlace roto disponible en Internet Archive; véase el historial, la primera versión y la última). | Deportes Copiapó   |
| 13 de julio | Luis Valenzuela Hermosilla | Deportes Copiapó   | 0 - 0                                                                                                   | Coquimbo Unido     |
| 13 de julio | Nelson Rojas               | Deportes La Serena | 2 - 2 (enlace roto disponible en Internet Archive; véase el historial, la primera versión y la última). | Cobresal           |
| 16 de julio | El Cobre                   | Cobresal           | 2 - 1 (enlace roto disponible en Internet Archive; véase el historial, la primera versión y la última). | Deportes La Serena |
| 16 de julio | La Pampilla                | Coquimbo Unido     | 3 - 0 (enlace roto disponible en Internet Archive; véase el historial, la primera versión y la última). | Deportes Copiapó   |
| 20 de julio | Nelson Rojas               | Deportes La Serena | 1 - 1 (enlace roto disponible en Internet Archive; véase el historial, la primera versión y la última). | Deportes Copiapó   |
| 21 de julio | El Cobre                   | Cobresal           | 0 - 0                                                                                                   | Coquimbo Unido     |
| 24 de julio | La Pampilla                | Coquimbo Unido     | 1 - 0                                                                                                   | Cobresal           |
| 24 de julio | Luis Valenzuela Hermosilla | Deportes Copiapó   | 2 - 0                                                                                                   | Deportes La Serena |

### Grupo 8
| Equipo                                                                           | Pts | PJ | PG | PE | PP | GF | GC | Dif |
| -------------------------------------------------------------------------------- | --- | -- | -- | -- | -- | -- | -- | --- |
| Cobreloa                                                                         | 14  | 6  | 4  | 2  | 0  | 10 | 4  | +6  |
| Deportes Iquique                                                                 | 10  | 6  | 3  | 1  | 2  | 12 | 8  | +4  |
| Archivo:600px 600px bisection vertical White HEX-0033CC.svg Deportes Antofagasta | 7   | 6  | 2  | 1  | 3  | 5  | 10 | -5  |
| San Marcos de Arica                                                              | 2   | 6  | 0  | 2  | 4  | 5  | 10 | -5  |

| Fecha       | Estadio             | Local                | Resultado                                                                                               | Visitante            |
| ----------- | ------------------- | -------------------- | --- | -------------------- |
| 3 de julio  | Calvo y Bascuñán    | Deportes Antofagasta | 0 - 3                                                                                                   | Cobreloa             |
| 3 de julio  | Tierra de Campeones | Deportes Iquique     | 3 - 2                                                                                                   | San Marcos de Arica  |
| 6 de julio  | Carlos Dittborn     | San Marcos de Arica  | 0 - 2                                                                                                   | Deportes Iquique     |
| 7 de julio  | Calvo y Bascuñán    | Cobreloa             | 1 - 0 (enlace roto disponible en Internet Archive; véase el historial, la primera versión y la última). | Deportes Antofagasta |
| 14 de julio | Carlos Dittborn     | San Marcos de Arica  | 2 - 2 (enlace roto disponible en Internet Archive; véase el historial, la primera versión y la última). | Deportes Antofagasta |
| 14 de julio | Calvo y Bascuñán    | Cobreloa             | 3 - 3 (enlace roto disponible en Internet Archive; véase el historial, la primera versión y la última). | Deportes Iquique     |
| 17 de julio | Calvo y Bascuñán    | Deportes Antofagasta | 1 - 0 (enlace roto disponible en Internet Archive; véase el historial, la primera versión y la última). | San Marcos de Arica  |
| 17 de julio | Tierra de Campeones | Deportes Iquique     | 0 - 1                                                                                                   | Cobreloa             |
| 20 de julio | Tierra de Campeones | Deportes Iquique     | 4 - 0                                                                                                   | Deportes Antofagasta |
| 21 de julio | Carlos Dittborn     | San Marcos de Arica  | 1 - 1                                                                                                   | Cobreloa             |
| 23 de julio | Calvo y Bascuñán    | Deportes Antofagasta | 2 - 0                                                                                                   | Deportes Iquique     |
| 24 de julio | Calvo y Bascuñán    | Cobreloa             | 1 - 0 (enlace roto disponible en Internet Archive; véase el historial, la primera versión y la última). | San Marcos de Arica  |

## Fase Final
Los 16 equipos clasificados formarán 8 llaves según las posiciones de las tablas de primeros y segundos lugares de la fase de grupos, conformando el cuadro de los octavos de final sobre la base de la relación de los grupos (G1-G2; G3-G4; G5-G6; G7-G8). De esta manera, el primero del Grupo 1 se enfrentará al segundo del Grupo 2 y el segundo del Grupo 1 se enfrentará al primero del Grupo 2. El patrón es el mismo para las otras llaves.
Estos encuentros se jugarán con duelos de ida y vuelta, al igual que los cuartos de final y semifinales y serán por criterios geográficos. La final se jugará a partido único en sede a definir.

### Tabla de primeros
| N.º | Equipo                    | Pts | PJ | PG | PE | PP | GF | GC | Dif |
| --- | ------------------------- | --- | -- | -- | -- | -- | -- | -- | --- |
| 1   | Universidad Católica      | 14  | 6  | 4  | 2  | 0  | 12 | 5  | +7  |
| 2   | Cobreloa                  | 14  | 6  | 4  | 2  | 0  | 10 | 4  | +6  |
| 3   | Colo-Colo                 | 13  | 6  | 4  | 1  | 1  | 12 | 5  | +7  |
| 4   | O'Higgins                 | 12  | 6  | 4  | 0  | 2  | 10 | 5  | +5  |
| 5   | Everton                   | 12  | 6  | 4  | 0  | 2  | 7  | 4  | +3  |
| 6   | Coquimbo Unido            | 11  | 6  | 3  | 2  | 1  | 6  | 2  | +4  |
| 7   | Deportes Concepción       | 10  | 6  | 2  | 4  | 0  | 10 | 6  | +4  |
| 8   | Universidad de Concepción | 10  | 6  | 2  | 4  | 0  | 6  | 2  | +4  |

### Tabla de segundos
| N.º | Equipo           | Pts | PJ | PG | PE | PP | GF | GC | DG |
| --- | ---------------- | --- | -- | -- | -- | -- | -- | -- | -- |
| 1   | Unión San Felipe | 12  | 6  | 3  | 3  | 0  | 12 | 8  | +4 |
| 2   | San Luis         | 11  | 6  | 3  | 2  | 1  | 7  | 5  | +2 |
| 3   | Deportes Iquique | 10  | 6  | 3  | 1  | 2  | 12 | 8  | +4 |
| 4   | Palestino        | 10  | 6  | 3  | 1  | 2  | 10 | 8  | +2 |
| 5   | Deportes Temuco  | 10  | 6  | 3  | 1  | 2  | 8  | 6  | +2 |
| 6   | Huachipato       | 10  | 6  | 2  | 4  | 0  | 5  | 3  | +2 |
| 7   | Cobresal         | 9   | 6  | 2  | 3  | 1  | 8  | 5  | +3 |
| 8   | Curicó Unido     | 8   | 6  | 2  | 2  | 2  | 6  | 6  |    |

### Cuadro
|  | Octavos de final          | Octavos de final     | Octavos de final    |                      |       | Cuartos de final     | Cuartos de final     | Cuartos de final     |  |  | Semifinales         | Semifinales         | Semifinales         |  |  | Final            | Final            | Final            |
|  | 7-Sep - 13-Oct 2013       | 7-Sep - 13-Oct 2013  | 7-Sep - 13-Oct 2013 |                      |       | 13-Nov - 20-Nov 2013 | 13-Nov - 20-Nov 2013 | 13-Nov - 20-Nov 2013 |  |  | 28-Ene - 6-Feb 2014 | 28-Ene - 6-Feb 2014 | 28-Ene - 6-Feb 2014 |  |  | 16 de abril 2014 | 16 de abril 2014 | 16 de abril 2014 |
|  |                           |                      |                     |                      |       |                      |                      |                      |  |  |                     |                     |                     |  |  |                  |                  |                  |
|  |                           |                      |                     |                      |       |                      |                      |                      |  |  |                     |                     |                     |  |  |                  |                  |                  |
|  |                           |                      |                     |                      |       |                      |                      |                      |  |  |                     |                     |                     |  |  |                  |                  |                  |
|  | Deportes Concepción       | 0                    | 1 (3)               |                      |       |                      |                      |                      |  |  |                     |                     |                     |  |  |                  |                  |                  |
|  | Deportes Concepción       | 0                    | 1 (3)               |                      |       |                      |                      |                      |  |  |                     |                     |                     |  |  |                  |                  |                  |
|  | Huachipato                | 0                    | 1 (4)               |                      |       |                      |                      |                      |  |  |                     |                     |                     |  |  |                  |                  |                  |
|  | Huachipato                | 0                    | 1 (4)               | Huachipato           | 4     | 2                    |                      |                      |  |  |                     |                     |                     |  |  |                  |                  |                  |
|  |                           |                      |                     |                      | 4     | 2                    |                      |                      |  |  |                     |                     |                     |  |  |                  |                  |                  |
|  |                           | Deportes Temuco      | 0                   | 0                    |       |                      |                      |                      |  |  |                     |                     |                     |  |  |                  |                  |                  |
|  | Deportes Temuco           | Deportes Temuco      | 0                   | 0                    | 0     | 0 (5)                |                      |                      |  |  |                     |                     |                     |  |  |                  |                  |                  |
|  | Deportes Temuco           |                      |                     |                      | 0     | 0 (5)                |                      |                      |  |  |                     |                     |                     |  |  |                  |                  |                  |
|  | Universidad de Concepción | 0                    | 0 (3)               |                      |       |                      |                      |                      |  |  |                     |                     |                     |  |  |                  |                  |                  |
|  | Universidad de Concepción | 0                    | 0 (3)               | Huachipato           | 1     | 2                    |                      |                      |  |  |                     |                     |                     |  |  |                  |                  |                  |
|  |                           |                      |                     |                      | 1     | 2                    |                      |                      |  |  |                     |                     |                     |  |  |                  |                  |                  |
|  |                           | Universidad Católica | 0                   | 1                    |       |                      |                      |                      |  |  |                     |                     |                     |  |  |                  |                  |                  |
|  | Curicó Unido              | Universidad Católica | 0                   | 1                    | 1     | 0                    |                      |                      |  |  |                     |                     |                     |  |  |                  |                  |                  |
|  | Curicó Unido              |                      |                     |                      | 1     | 0                    |                      |                      |  |  |                     |                     |                     |  |  |                  |                  |                  |
|  | Universidad Católica      | 1                    | 2                   |                      |       |                      |                      |                      |  |  |                     |                     |                     |  |  |                  |                  |                  |
|  | Universidad Católica      | 1                    | 2                   | Universidad Católica | 1     | 2 (5)                |                      |                      |  |  |                     |                     |                     |  |  |                  |                  |                  |
|  |                           |                      |                     |                      | 1     | 2 (5)                |                      |                      |  |  |                     |                     |                     |  |  |                  |                  |                  |
|  |                           | O'Higgins            | 2                   | 1 (4)                |       |                      |                      |                      |  |  |                     |                     |                     |  |  |                  |                  |                  |
|  | O'Higgins                 | O'Higgins            | 2                   | 1 (4)                | 5     | 1                    |                      |                      |  |  |                     |                     |                     |  |  |                  |                  |                  |
|  | O'Higgins                 |                      |                     |                      | 5     | 1                    |                      |                      |  |  |                     |                     |                     |  |  |                  |                  |                  |
|  | Palestino                 | 0                    | 0                   |                      |       |                      |                      |                      |  |  |                     |                     |                     |  |  |                  |                  |                  |
|  | Palestino                 | 0                    | 0                   | Huachipato           | 1     |                      |                      |                      |  |  |                     |                     |                     |  |  |                  |                  |                  |
|  |                           |                      |                     |                      | 1     |                      |                      |                      |  |  |                     |                     |                     |  |  |                  |                  |                  |
|  |                           | Deportes Iquique     | 3                   |                      |       |                      |                      |                      |  |  |                     |                     |                     |  |  |                  |                  |                  |
|  | Unión San Felipe          | Deportes Iquique     | 3                   | 1                    | 0 (5) |                      |                      |                      |  |  |                     |                     |                     |  |  |                  |                  |                  |
|  | Unión San Felipe          |                      |                     |                      | 0 (5) |                      |                      |                      |  |  |                     |                     |                     |  |  |                  |                  |                  |
|  | Everton                   | 0                    | 1 (4)               |                      |       |                      |                      |                      |  |  |                     |                     |                     |  |  |                  |                  |                  |
|  | Everton                   | 0                    | 1 (4)               | Unión San Felipe     | 1     | 3                    |                      |                      |  |  |                     |                     |                     |  |  |                  |                  |                  |
|  |                           |                      |                     |                      | 1     | 3                    |                      |                      |  |  |                     |                     |                     |  |  |                  |                  |                  |
|  |                           | San Luis             | 1                   | 2                    |       |                      |                      |                      |  |  |                     |                     |                     |  |  |                  |                  |                  |
|  | San Luis                  | San Luis             | 1                   | 2                    | 4     | 2                    |                      |                      |  |  |                     |                     |                     |  |  |                  |                  |                  |
|  | San Luis                  |                      |                     |                      | 4     | 2                    |                      |                      |  |  |                     |                     |                     |  |  |                  |                  |                  |
|  | Colo-Colo                 | 3                    | 0                   |                      |       |                      |                      |                      |  |  |                     |                     |                     |  |  |                  |                  |                  |
|  | Colo-Colo                 | 3                    | 0                   | Unión San Felipe     | 0     | 0                    |                      |                      |  |  |                     |                     |                     |  |  |                  |                  |                  |
|  |                           |                      |                     |                      | 0     | 0                    |                      |                      |  |  |                     |                     |                     |  |  |                  |                  |                  |
|  |                           | Deportes Iquique     | 2                   | 1                    |       |                      |                      |                      |  |  |                     |                     |                     |  |  |                  |                  |                  |
|  | Coquimbo Unido            | Deportes Iquique     | 2                   | 1                    | 0     | 2                    |                      |                      |  |  |                     |                     |                     |  |  |                  |                  |                  |
|  | Coquimbo Unido            |                      |                     |                      | 0     | 2                    |                      |                      |  |  |                     |                     |                     |  |  |                  |                  |                  |
|  | Deportes Iquique          | 2                    | 3                   |                      |       |                      |                      |                      |  |  |                     |                     |                     |  |  |                  |                  |                  |
|  | Deportes Iquique          | 2                    | 3                   | Deportes Iquique     | 1     | 1                    |                      |                      |  |  |                     |                     |                     |  |  |                  |                  |                  |
|  |                           |                      |                     |                      | 1     | 1                    |                      |                      |  |  |                     |                     |                     |  |  |                  |                  |                  |
|  |                           | Cobresal             | 0                   | 0                    |       |                      |                      |                      |  |  |                     |                     |                     |  |  |                  |                  |                  |
|  | Cobresal                  | Cobresal             | 0                   | 0                    | 0     | 2 (3)                |                      |                      |  |  |                     |                     |                     |  |  |                  |                  |                  |
|  | Cobresal                  |                      |                     |                      | 0     | 2 (3)                |                      |                      |  |  |                     |                     |                     |  |  |                  |                  |                  |
|  | Cobreloa                  | 0                    | 2 (1)               |                      |       |                      |                      |                      |  |  |                     |                     |                     |  |  |                  |                  |                  |

Nota: El equipo que se ubica en la segunda línea cierra la llave como local.

### Octavos de final
| 8 de septiembre de 2013, 15:30 | Deportes Concepción | 0:0 (0:0) | Huachipato | CAP, Talcahuano                                            |                                                            |
|                                |                     | Reporte   |            | Asistencia: 2.065 espectadores Árbitro(s): Cristián Andaur | Asistencia: 2.065 espectadores Árbitro(s): Cristián Andaur |

| 13 de octubre de 2013, 16:30 | Huachipato                               | 1:1 (0:0) (4 – 3 p.)(Global 1:1) | Deportes Concepción                     | CAP, Talcahuano                                           |                                                           |
|                              | Arrué 63'                                | Reporte                          | Ormazábal 80'                           | Asistencia: 3.270 espectadores Árbitro(s): Patricio Polic | Asistencia: 3.270 espectadores Árbitro(s): Patricio Polic |
|                              |                                          | Tiros desde el punto penal       |                                         |                                                           |                                                           |
|                              | Simón · Muñoz · Merlo · Sandoval · Arrué |                                  | Ayala · Melo · Salom · Nazarit · Aquino |                                                           |                                                           |

| 8 de septiembre de 2013, 15:30 | Deportes Temuco | 0:0 (0:0) | Universidad de Concepción | Germán Becker, Temuco                                      |                                                            |
|                                |                 | Reporte   |                           | Asistencia: 2.100 espectadores Árbitro(s): Rafael Troncoso | Asistencia: 2.100 espectadores Árbitro(s): Rafael Troncoso |

| 12 de octubre de 2013, 16:30 | Universidad de Concepción        | 0:0 (0:0) (3 – 5 p.)(Global 0:0) | Deportes Temuco                             | Municipal de Yumbel, Yumbel                                |                                                            |
|                              |                                  | Reporte                          |                                             | Asistencia: 1.055 espectadores Árbitro(s): Cristián Andaur | Asistencia: 1.055 espectadores Árbitro(s): Cristián Andaur |
|                              |                                  | Tiros desde el punto penal       |                                             |                                                            |                                                            |
|                              | Vargas · Cabral · Ruiz · Machuca |                                  | Malano · Gill · López · González · Calderón |                                                            |                                                            |

| 8 de septiembre de 2013, 18:00 | Curicó Unido | 1:1 (0:0) | Universidad Católica | La Granja, Curicó                                         |                                                           |
|                                | Churin 48'   | Reporte   | Castillo 90+3'       | Asistencia: 4.870 espectadores Árbitro(s): Eduardo Gamboa | Asistencia: 4.870 espectadores Árbitro(s): Eduardo Gamboa |

| 13 de octubre de 2013, 19:00 | Universidad Católica      | 2:0 (0:0) (Global 3:1) | Curicó Unido | San Carlos, Santiago (Las Condes)                          |                                                            |
|                              | Cordero 69' · Muñoz 90+2' | Reporte                |              | Asistencia: 5.610 espectadores Árbitro(s): Patricio Blanca | Asistencia: 5.610 espectadores Árbitro(s): Patricio Blanca |

| 7 de septiembre de 2013, 16:00 | O'Higgins                                           | 5:0 (2:0) | Palestino | Santiago Bueras, Santiago (Maipú)                      |                                                        |
|                                | Vidal 10' · Hernández 31', 50', 53' · Calandria 89' | Reporte   |           | Asistencia: 644 espectadores Árbitro(s): Roberto Tobar | Asistencia: 644 espectadores Árbitro(s): Roberto Tobar |

| 12 de octubre de 2013, 16:30 | Palestino      | 1:1 (0:0) (Global 1:6) | O'Higgins     | Municipal, Santiago (La Cisterna)                       |                                                         |
|                              | Valenzuela 46' | Reporte                | Hernández 65' | Asistencia: 833 espectadores Árbitro(s): José Campusano | Asistencia: 833 espectadores Árbitro(s): José Campusano |

| 8 de septiembre de 2013, 15:30 | Unión San Felipe | 1:0 (0:0) | Everton | Municipal, San Felipe                                 |                                                       |
|                                | Agüero 87'       | Reporte   |         | Asistencia: 600 espectadores Árbitro(s): Carlos Ulloa | Asistencia: 600 espectadores Árbitro(s): Carlos Ulloa |

| 13 de octubre de 2013, 16:30 | Everton                                                                                            | 1:0 (0:0) (4 – 5 p.)(Global 1:1) | Unión San Felipe                                                                                         | Lucio Fariña Fernández, Quillota                          |                                                           |
|                              | Bahamondes 77'                                                                                     | Reporte                          | | Asistencia: 2.000 espectadores Árbitro(s): Eduardo Gamboa | Asistencia: 2.000 espectadores Árbitro(s): Eduardo Gamboa |
|                              | | Tiros desde el punto penal       | |                                                           |                                                           |
|                              | Rojas · Muñoz · Saavedra · Vila · Alarcón · Peñailillo · Barrios · Urbina · Schwedler · Bahamondes |                                  | Figueroa · Espinoza · Baldaccini · Sirino · Aquino · Andrade · González · Ferreira · Fernández · Meneses |                                                           |                                                           |

| 8 de septiembre de 2013, 15:30 | San Luis                                                    | 4:3 (1:2) | Colo-Colo                         | Lucio Fariña Fernández, Quillota                          |                                                           |
|                                | Martínez 23' · Campos López 58' · Aravena 88' · Fiorina 90' | Reporte   | Vecchio 14', 65' · Fuenzalida 33' | Asistencia: 6.113 espectadores Árbitro(s): Julio Bascuñán | Asistencia: 6.113 espectadores Árbitro(s): Julio Bascuñán |

| 13 de octubre de 2013, 16:30 | Colo-Colo | 0:2 (0:1) (Global 3:6) | San Luis                   | Monumental, Santiago (Macul)                             |                                                          |
|                              |           | Reporte                | Martínez 42' · Borrego 71' | Asistencia: 8.668 espectadores Árbitro(s): Manuel Acosta | Asistencia: 8.668 espectadores Árbitro(s): Manuel Acosta |

| 8 de septiembre de 2013, 15:30 | Coquimbo Unido | 0:2 (0:2) | Deportes Iquique              | F. Sánchez Rumoroso, Coquimbo                           |                                                         |
|                                |                | Reporte   | Villalobos 40' · Martínez 42' | Asistencia: 1.280 espectadores Árbitro(s): Jorge Osorio | Asistencia: 1.280 espectadores Árbitro(s): Jorge Osorio |

| 13 de octubre de 2013, 16:30 | Deportes Iquique                         | 3:2 (2:1) (Global 5:2) | Coquimbo Unido           | Tierra de Campeones, Iquique                               |                                                            |
|                              | Rebolledo 2' · Martínez 16' · Dávila 89' | Reporte                | Pierani 4' · Salinas 85' | Asistencia: 1.930 espectadores Árbitro(s): Christian Rojas | Asistencia: 1.930 espectadores Árbitro(s): Christian Rojas |

| 8 de septiembre de 2013, 15:30 | Cobresal | 0:0 (0:0) | Cobreloa | El Cobre, El Salvador                                 |                                                       |
|                                |          | Reporte   |          | Asistencia: 727 espectadores Árbitro(s): Claudio Puga | Asistencia: 727 espectadores Árbitro(s): Claudio Puga |

| 13 de octubre de 2013, 16:30 | Cobreloa                          | 2:2 (0:2) (1 – 3 p.)(Global 2:2) | Cobresal                         | Luis Becerra Constanzo, Calama                             |                                                            |
|                              | Gaitán 53' · Suárez 58'           | Reporte                          | Salinas 23' · Cuellar 38' (a.g.) | Asistencia: 3.582 espectadores Árbitro(s): Rafael Troncoso | Asistencia: 3.582 espectadores Árbitro(s): Rafael Troncoso |
|                              |                                   | Tiros desde el punto penal       |                                  |                                                            |                                                            |
|                              | Lima · Gaitán · Cháves · González |                                  | Navarro · Pineda · Herrera       |                                                            |                                                            |

### Cuartos de final
| 12 de noviembre de 2013, 20:00 | Deportes Temuco | 0:4 (0:1) | Huachipato                                  | Estadio Germán Becker, Temuco                              |                                                            |
|                                |                 | Reporte   | Llanos 28', 71' · Gatica 90' · Molini 90+3' | Asistencia: 3.000 espectadores Árbitro(s): Cristián Andaur | Asistencia: 3.000 espectadores Árbitro(s): Cristián Andaur |

| 19 de noviembre de 2013, 17:00 | Huachipato             | 2:0 (0:0) (Global 6:0) | Deportes Temuco | Estadio CAP, Talcahuano                                   |                                                           |
|                                | Llanos 55' · Simón 57' | Reporte                |                 | Asistencia: 2.458 espectadores Árbitro(s): Carlos Rumiano | Asistencia: 2.458 espectadores Árbitro(s): Carlos Rumiano |

| 14 de noviembre de 2013, 20:00 | O'Higgins                 | 2:1 (2:0) | Universidad Católica | Monumental, Santiago                                     |                                                          |
|                                | Barriga 2' · Calandria 5' | Reporte   | Ramos 88'            | Asistencia: 3.634 espectadores Árbitro(s): Manuel Acosta | Asistencia: 3.634 espectadores Árbitro(s): Manuel Acosta |

| 19 de noviembre de 2013, 19:30 | Universidad Católica                                                 | 2:1 (1:1) (5 – 4 p.)(Global 3:3) | O'Higgins                                                                        | San Carlos, Santiago (Las Condes)                         |                                                           |
|                                | Castillo 17' · Muñoz 75'                                             | Reporte                          | Calandria 22'                                                                    | Asistencia: 6.115 espectadores Árbitro(s): Julio Bascuñán | Asistencia: 6.115 espectadores Árbitro(s): Julio Bascuñán |
|                                |                                                                      | Tiros desde el punto penal       |                                                                                  |                                                           |                                                           |
|                                | Mirosevic · Sosa · Ramos · Cordero · Muñoz · Rojas · Manzano · Andía |                                  | Leal · Hernández · Barroso · Figueroa · Calandria · Uglessich · López · González |                                                           |                                                           |

| 13 de noviembre de 2013, 20:00 | Unión San Felipe | 1:1 (0:0) | San Luis     | Municipal, San Felipe                                     |                                                           |
|                                | Zúñiga 51'       | Reporte   | Vicencio 87' | Asistencia: 1.000 espectadores Árbitro(s): Claudio Aranda | Asistencia: 1.000 espectadores Árbitro(s): Claudio Aranda |

| 20 de noviembre de 2013, 20:00 | San Luis                    | 2:3 (1:1) (Global 3:4) | Unión San Felipe                         | Lucio Fariña Fernández, Quillota                         |                                                          |
|                                | Campos López 31' (pen.) 59' | Reporte                | Pighín 43' · Figueroa 57' · Espinoza 84' | Asistencia: 2.968 espectadores Árbitro(s): Enrique Osses | Asistencia: 2.968 espectadores Árbitro(s): Enrique Osses |

| 13 de noviembre de 2013, 16:00 | Cobresal | 0:1 (0:1) | Deportes Iquique     | Estadio El Cobre, El Salvador                           |                                                         |
|                                |          | Reporte   | Pinares 45+1' (pen.) | Asistencia: 366 espectadores Árbitro(s): Carlos Rumiano | Asistencia: 366 espectadores Árbitro(s): Carlos Rumiano |

| 16 de noviembre de 2013, 18:30 | Deportes Iquique | 1:0 (1:0) (Global 2:0) | Cobresal | Tierra de Campeones, Iquique                              |                                                           |
|                                | Díaz 45'         | Reporte                |          | Asistencia: 1.553 espectadores Árbitro(s): Carlos Rumiano | Asistencia: 1.553 espectadores Árbitro(s): Carlos Rumiano |

### Semifinales
| 28 de enero de 2014, 20:30 | Huachipato | 1:0 (1:0) | Universidad Católica | Estadio CAP, Talcahuano                                   |                                                           |
|                            | Morales 6' | Reporte   |                      | Asistencia: 4.094 espectadores Árbitro(s): Patricio Polic | Asistencia: 4.094 espectadores Árbitro(s): Patricio Polic |

| 5 de febrero de 2014, 20:30 | Universidad Católica | 1:2 (0:1) (Global 1:3) | Huachipato                 | San Carlos, Santiago (Las Condes)                       |                                                         |
|                             | Muñoz 73'            | Reporte                | Reynero 17' · Llanos 90+1' | Asistencia: 6.000 espectadores Árbitro(s): Claudio Puga | Asistencia: 6.000 espectadores Árbitro(s): Claudio Puga |

| 29 de enero de 2014, 20:30 | Unión San Felipe | 0:2 (0:1) | Deportes Iquique           | Municipal, San Felipe                                   |                                                         |
|                            |                  | Reporte   | Pinares 18' · Martínez 88' | Asistencia: 1.000 espectadores Árbitro(s): Jorge Osorio | Asistencia: 1.000 espectadores Árbitro(s): Jorge Osorio |

| 6 de febrero de 2014, 22:00 | Deportes Iquique | 1:0 (0:0) (Global 3:0) | Unión San Felipe | Tierra de Campeones, Iquique                              |                                                           |
|                             | Mazzolatti 76'   | Reporte                |                  | Asistencia: 3.293 espectadores Árbitro(s): Eduardo Gamboa | Asistencia: 3.293 espectadores Árbitro(s): Eduardo Gamboa |

## Final
| 23         | POR        | Miguel Jiménez    |     |
| 26         | DEF        | Brayan Vejar      |     |
| 5          | DEF        | Omar Merlo        |     |
| 2          | DEF        | Carlos Labrín     |     |
| 25         | DEF        | Nicolás Crovetto  |     |
| 6          | MED        | Mauricio Yedro    | 62' |
| 18         | MED        | Leonardo Povea    | 73' |
| 15         | MED        | Ángelo Sagal      |     |
| 11         | DEL        | Felipe Reynero    |     |
| 9          | DEL        | Juan José Morales |     |
| 10         | DEL        | Martín Rodríguez  | 54' |
| Entrenador | Entrenador | Mario Salas       |     |

| 1          | POR        | Rodrigo Naranjo   |     |
| 18         | DEF        | Leandro Delgado   |     |
| 8          | DEF        | Mauricio Zenteno  |     |
| 4          | DEF        | Nicolás Ortiz     |     |
| 24         | DEF        | Rodrigo Brito     |     |
| 5          | MED        | Rafael Caroca     |     |
| 7          | MED        | Santiago Romero   |     |
| 23         | MED        | Walter Mazzolatti |     |
| 10         | MED        | Rodrigo Díaz      | 80' |
| 11         | DEL        | Manuel Villalobos | 85' |
| 15         | DEL        | Gerson Martínez   |     |
| Entrenador | Entrenador | Jaime Vera        |     |

| 17 | MED | Carlos Espinosa | 54' |
| 14 | DEL | David Llanos    | 62' |
| 7  | MED | Francisco Arrué | 73' |

| 17 | MED | César Pinares | 80' |
| 3  | DEF | Rubén Taucare | 85' |

| Anotado · Penal | 85' | Francisco Arrué | 1-2 |

| Anotado | 4'  | Manuel Villalobos | 0-1 |
| Anotado | 12' | Nicolás Crovetto  | 0-2 |
| Anotado | 86' | César Pinares     | 1-3 |

|  |

| Amonestado | 30' | Rodrigo Naranjo |

| Otorgado · Otorgado otra vez · Expulsado | 83' 84' | Mauricio Zenteno |

| Árbitro             | Julio Bascuñán   |
| Árbitros asistentes | Bandera de Chile |
| Árbitros asistentes | Bandera de Chile |
| Cuarto Árbitro      | Bandera de Chile |

| 23         | POR        | Miguel Jiménez    |     |
| 26         | DEF        | Brayan Vejar      |     |
| 5          | DEF        | Omar Merlo        |     |
| 2          | DEF        | Carlos Labrín     |     |
| 25         | DEF        | Nicolás Crovetto  |     |
| 6          | MED        | Mauricio Yedro    | 62' |
| 18         | MED        | Leonardo Povea    | 73' |
| 15         | MED        | Ángelo Sagal      |     |
| 11         | DEL        | Felipe Reynero    |     |
| 9          | DEL        | Juan José Morales |     |
| 10         | DEL        | Martín Rodríguez  | 54' |
| Entrenador | Entrenador | Mario Salas       |     |

| 1          | POR        | Rodrigo Naranjo   |     |
| 18         | DEF        | Leandro Delgado   |     |
| 8          | DEF        | Mauricio Zenteno  |     |
| 4          | DEF        | Nicolás Ortiz     |     |
| 24         | DEF        | Rodrigo Brito     |     |
| 5          | MED        | Rafael Caroca     |     |
| 7          | MED        | Santiago Romero   |     |
| 23         | MED        | Walter Mazzolatti |     |
| 10         | MED        | Rodrigo Díaz      | 80' |
| 11         | DEL        | Manuel Villalobos | 85' |
| 15         | DEL        | Gerson Martínez   |     |
| Entrenador | Entrenador | Jaime Vera        |     |

| 17 | MED | Carlos Espinosa | 54' |
| 14 | DEL | David Llanos    | 62' |
| 7  | MED | Francisco Arrué | 73' |

| 17 | MED | César Pinares | 80' |
| 3  | DEF | Rubén Taucare | 85' |

| Anotado · Penal | 85' | Francisco Arrué | 1-2 |

| Anotado | 4'  | Manuel Villalobos | 0-1 |
| Anotado | 12' | Nicolás Crovetto  | 0-2 |
| Anotado | 86' | César Pinares     | 1-3 |

|  |

| Amonestado | 30' | Rodrigo Naranjo |

| Otorgado · Otorgado otra vez · Expulsado | 83' 84' | Mauricio Zenteno |

| Árbitro             | Julio Bascuñán   |
| Árbitros asistentes | Bandera de Chile |
| Árbitros asistentes | Bandera de Chile |
| Cuarto Árbitro      | Bandera de Chile |

## Campeón
| Copa Chile                          |
|                                     |
| Campeón Deportes Iquique 3.° título |

## Estadísticas
Fecha de actualización: 6 de febrero
| Jugador             | Equipo              | Goles |
| ------------------- | ------------------- | ----- |
| Rodrigo Díaz        | Deportes Iquique    | 8     |
| Pablo Calandria     | O'Higgins           | 7     |
| Matías Campos López | San Luis            | 6     |
| Cris Martínez       | San Luis            | 5     |
| Carlos Salom        | Deportes Concepción | 5     |